# Alexander Walentinowitsch Rjabow
Alexander Walentinowitsch Rjabow (russisch Александр Валентинович Рябов, engl. Transkription Aleksandr Ryabov; * 22. Dezember 1975 in Togliatti, Oblast Samara) ist ein ehemaliger russischer Sprinter.
Bei den Olympischen Spielen 2000 in Sydney schied er sowohl im 200-Meter-Lauf als auch mit der russischen Mannschaft in der 4-mal-100-Meter-Staffel in der Vorrunde aus. Bei den Olympischen Spielen 2004 in Athen schied er in der 4-mal-100-Meter-Staffel ebenfalls in der Vorrunde aus.
Bei den Europameisterschaften 2002 in München belegte er mit dem russischen Team den 6. Platz in der 4-mal-100-Meter-Staffel.

## Persönliche Bestzeiten
Quelle: 
- 60 m: 6,64 s, 24. Dezember 2005, Omsk
- 100 m: 10,28 s, 20. Juli 2004, Moskau
- 200 m: 20,84 s, 20. Juni 1999, Paris
- 400 m: 46,95 s, 29. Juli 2004, Tula
- 600 m: 1:19,8 min., 22. Dezember 2001, Moskau
- 800 m: 1:49,82 min., 25. Februar 2003, Moskau